# Décès en octobre 2007
Décès
- 2003
- 2004
- 2005
- 2006
- 2007
- 2008
- 2009
- 2010
- 2011

Pour une information complémentaire, voir la page d'aide.

| Date        | Nom                                         | Activités | Âge | Source |
| ----------- | ------------------------------------------- | --- | --- | ------ |
| 1er octobre | Claire Dupont                               | styliste française | 54  |        |
| 1er octobre | Marianne Fritz                              | écrivain autrichienne | 58  |        |
| 1er octobre | George Grizzard                             | acteur américain | 79  |        |
| 1er octobre | Bruce Hay                                   | Joueur écossais de rugby à XV. | 57  |        |
| 1er octobre | Ronnie Hazlehurst                           | compositeur et musicien de jazz britannique | 79  |        |
| 1er octobre | Al Oerter                                   | athlète américain | 71  |        |
| 1er octobre | Tetsuo Okamoto                              | nageur brésilien | 75  |        |
| 2 octobre   | Francis Borelli                             | président des clubs de football du PSG de 1978 à 1991 et de l'AS Cannes de 1992 à 1996.                                                                                              | 75  |        |
| 2 octobre   | Princesse Katherine de Grèce et de Danemark | princesse de Grèce. Arrière-petite-fille de la reine Victoria. | 94  |        |
| 2 octobre   | Elfi von Dassanowsky                        | cantatrice, pianiste et productrice autrichienne-américaine | 83  |        |
| 2 octobre   | Castro Gonzaga                              | acteur brésilien | 89  |        |
| 2 octobre   | José Antonio Ríos Granados                  | homme politique mexicain | 48  |        |
| 2 octobre   | Janusz Rzeszewski                           | réalisateur polonais | 77  |        |
| 2 octobre   | Šime Đodan                                  | homme politique croate. Ministre de la Défense en 1991. | 79  |        |
| 3 octobre   | Teun Koolhaas                               | architecte néerlandais | 67  |        |
| 3 octobre   | Henri Metzger                               | helléniste français | 95  |        |
| 3 octobre   | Herbert Muschamp                            | journaliste americain. Critique d'architecture pour le New York Times. | 59  |        |
| 3 octobre   | Pablo Palazuelo                             | peintre espagnol | 90  |        |
| 3 octobre   | Tony Ryan                                   | homme d'affaires irlandais. Fondateur de Ryanair. | 71  |        |
| 3 octobre   | Rogelio Salmona                             | architecte colombien | 78  |        |
| 4 octobre   | Bob Burdick (en)                            | pilote automobile americain. Ancien pilote de NASCAR. | 70  |        |
| 4 octobre   | Don Nottebart                               | joueur de baseball americain | 71  |        |
| 5 octobre   | Alexandra Boulat                            | photo-journaliste française | 45  |        |
| 5 octobre   | Walter Kempowski                            | écrivain allemand | 78  |        |
| 5 octobre   | Władysław Kopaliński                        | lexicographe polonais | 99  |        |
| 5 octobre   | Vladimir Kuzin                              | skieur de fond soviétique. Champion olympique du relais 4 × 10 km en 1956 à Cortina d'Ampezzo.                                                                                       | 77  |        |
| 5 octobre   | Matilde Salvador                            | compositrice espagnole | 89  |        |
| 5 octobre   | Irmgard von Stephani                        | doyenne des Allemands depuis le 22 juillet 2005 | 112 |        |
| 5 octobre   | Justin Tuveri                               | un des derniers combattants français de la Première Guerre mondiale | 109 |        |
| 6 octobre   | Serge de Beketch                            | journaliste, animateur de radio, écrivain et militant d'extrême droite français | 60  |        |
| 6 octobre   | Robert W. Bussard                           | physicien américain | 79  |        |
| 6 octobre   | Jo Ann Davis                                | femme politique américaine. Représentante U.S de la Virginie depuis 2001. | 57  |        |
| 6 octobre   | Bud Elkins                                  | cascadeur américain | 77  |        |
| 6 octobre   | Luca Giacometti                             | musicien italien | 44  |        |
| 6 octobre   | Elsa Tauser                                 | doyenne des allemands depuis le 5 octobre 2007 | 111 |        |
| 7 octobre   | Norifumi Abe                                | pilote de vitesse moto japonais | 32  |        |
| 7 octobre   | Stéphane-Maurice Bongho-Nouarra             | premier ministre du Congo en 1992 | 70  |        |
| 7 octobre   | Joe Waggonner                               | homme politique américain. Représentant U.S de la Louisiane de 1961 à 1979 et confident du président Richard Nixon.                                                                  | 89  |        |
| 8 octobre   | Sheikh Salem Sabah Al-Salem Al-Sabah        | membre de la famille royale Al-Sabah de Koweït. Ministre des affaires étrangères du Koweït de 1991 à 1992.                                                                           | 69  |        |
| 8 octobre   | Constantin Andréou                          | peintre et sculpteur français | 90  |        |
| 8 octobre   | Tadeusz Chojko                              | militaire polonais. Membre du Bataillon Parasol, qui prit part à l'insurrection de Varsovie (1944).                                                                                  | 87  |        |
| 8 octobre   | Louis Tereygeol                             | arbitre international français de football. Fondateur de l’Union nationale des arbitres de football (UNAF).                                                                          | 88  |        |
| 8 octobre   | Fulvio Zuccheri                             | footballeur italien | 49  |        |
| 9 octobre   | Henk van Brussel                            | footballeur néerlandais | 72  |        |
| 9 octobre   | Fausto Correia                              | homme politique portugais | 55  |        |
| 9 octobre   | Bernard Morrot                              | journaliste français | 70  |        |
| 9 octobre   | Kurt Schwaen                                | compositeur allemand | 98  |        |
| 10 octobre  | Ambrose De Paoli                            | archevêque américain. Nonce apostolique en Australie | 73  |        |
| 10 octobre  | Edo Parpaglioni                             | écrivain et journaliste italien | 71  |        |
| 10 octobre  | Karol Sabath                                | paléontologue polonais. Spécialiste des dinosaures | 44  |        |
| 10 octobre  | Mehmed Uzun                                 | écrivain turc. L'un des fondateurs de la littérature kurde moderne. | 54  |        |
| 11 octobre  | Sri Chinmoy                                 | gourou et philosophe américain d'origine indienne | 76  |        |
| 11 octobre  | David Lee Hill                              | pilote de chasse américain. As de l'aviation, membre des Flying Tigers. | 92  |        |
| 11 octobre  | Ali Squalli Houssaini                       | diplomate et homme de lettres marocain. Ancien ambassadeur aux Nations unies. | 80  |        |
| 12 octobre  | Kim Edward Beazley                          | homme politique australien. Ancien ministre. | 90  |        |
| 12 octobre  | Lonny Chapman                               | acteur américain | 87  |        |
| 12 octobre  | Kisho Kurokawa                              | architecte japonais | 73  |        |
| 12 octobre  | Soe Win                                     | premier ministre de la Birmanie depuis 2004 | 59  |        |
| 13 octobre  | Bob Denard                                  | mercenaire français | 78  |        |
| 13 octobre  | Andrée De Jongh                             | résistante belge | 90  |        |
| 13 octobre  | Jean Ichbiah                                | ingénieur français | 66  |        |
| 13 octobre  | Alec Kessler                                | joueur de basket-ball américain | 40  |        |
| 13 octobre  | Heinz Leuzinger                             | guide de haute montagne et peintre suisse | 67  |        |
| 14 octobre  | Philippe Malaud                             | homme politique français. Ancien ministre. | 82  |        |
| 14 octobre  | Big Moe                                     | rappeur américain | 33  |        |
| 14 octobre  | Raymond Pellegrin                           | acteur français | 82  |        |
| 15 octobre  | Édouard Levé                                | écrivain, artiste et photographe français | 42  |        |
| 15 octobre  | Jacques Pohier                              | psychologue et théologien français. Pdt de l'Ass. pour le droit de mourir dans la dignité de 1992 à 1995.                                                                            | 81  |        |
| 15 octobre  | Vito Taccone                                | cycliste italien | 67  |        |
| 16 octobre  | Ignacy Jez                                  | homme d'Église polonais. Ancien évêque de Kołobrzeg-Koszalin. Mort la veille d'être créé cardinal.                                                                                   | 93  |        |
| 16 octobre  | Deborah Kerr                                | actrice britannique | 86  |        |
| 16 octobre  | Rosalío José Castillo Lara                  | cardinal vénézuélien | 85  |        |
| 16 octobre  | Toše Proeski                                | chanteur macédonien. Représentant de son pays au Concours Eurovision de la chanson 2004.                                                                                             | 26  |        |
| 16 octobre  | Barbara West                                | l'une des deux dernières rescapées du naufrage du Titanic | 96  |        |
| 16 octobre  | Dieter Zorc                                 | footballeur allemand | 67  |        |
| 17 octobre  | Joey Bishop                                 | acteur et chanteur américain. Membre de The Rat Pack. | 89  |        |
| 17 octobre  | Teresa Brewer                               | chanteuse américaine | 76  |        |
| 17 octobre  | Alan Coren                                  | écrivain et satiriste britannique | 69  |        |
| 17 octobre  | Germán Espinosa                             | écrivain colombien | 69  |        |
| 17 octobre  | Maria Kwaśniewska                           | athlète polonaise, spécialiste du javelot. Médaille de bronze aux Jeux olympiques de Berlin (1936).                                                                                  | 94  |        |
| 17 octobre  | Rüdiger von Wechmar                         | diplomate et homme politique allemand. Président de l'Assemblée générale des Nations unies de 1980 à 1981.                                                                           | 83  |        |
| 18 octobre  | Sévérin Akando                              | écrivain et cinéaste béninois | 55  |        |
| 18 octobre  | Lucky Dube                                  | chanteur de reggae sud-africain | 43  |        |
| 19 octobre  | Winifred Asprey                             | mathématicienne et informaticienne américaine. | 90  |        |
| 19 octobre  | Hubert Durand-Chastel                       | homme politique français. Sénateur UMP représentant les Français établis hors de France de 1990 à 2004.                                                                              | 89  |        |
| 19 octobre  | José Aparecido de Oliveira                  | homme politique brésilien. Ministre de la Culture sous la présidence de José Sarney.                                                                                                 | 78  |        |
| 19 octobre  | Luisa Poselli                               | danseuse et actrice grecque d'origine italienne | 85  |        |
| 19 octobre  | Jan Wolkers                                 | écrivain néerlandais. Considéré comme l'un des plus grands romanciers néerlandais d'après-guerre.                                                                                    | 81  |        |
| 20 octobre  | Deák András                                 | homme politique hongrois | 56  |        |
| 20 octobre  | Juan Antonio Cebrián                        | écrivain et journaliste espagnol | 41  |        |
| 20 octobre  | Viktor Grajewski                            | espion polonais, officiellement journaliste communiste, qui transmit à la CIA le texte du discours secret de Nikita Khrouchtchev du 25 février 1956, dénonçant les crimes de Staline | 82  |        |
| 20 octobre  | Max McGee                                   | joueur américain de foot U.S. | 75  |        |
| 20 octobre  | Jim Mitchell                                | joueur américain de foot U.S. | 60  |        |
| 20 octobre  | Roger Moy                                   | footballeur français. | 70  |        |
| 20 octobre  | Paul Raven                                  | bassiste britannique | 46  |        |
| 21 octobre  | François Chamoux                            | helléniste français. | 92  |        |
| 21 octobre  | Maurice Dousset                             | homme politique français. Député UDF d'Eure-et-Loir de 1973 à 1997 et président du conseil régional du Centre de 1985 à 1998.                                                        | 77  |        |
| 21 octobre  | Ryszard Frelek                              | écrivain et scénariste polonais | 78  |        |
| 21 octobre  | R. B. Kitaj                                 | artiste et dessinateur américain | 74  |        |
| 21 octobre  | John Pfeiffer                               | footballeur néerlandais | 61  |        |
| 21 octobre  | Ileana Sonnabend                            | galeriste américaine d'origine roumaine. À « découvert » quelques-uns des plus grands noms de l'art contemporain, tels que, par exemple, Jeff Koons                                  | 92  |        |
| 22 octobre  | Sargon Boulus                               | poète irakien | 63  |        |
| 22 octobre  | Ève Curie                                   | écrivaine française | 102 |        |
| 22 octobre  | Boris Hoffman                               | agent littéraire français. Représentant des écrivains tels que John le Carré ou Andreï Sinyavsky                                                                                     | 61  |        |
| 22 octobre  | Pierre Mollet                               | baryton canadien | 87  |        |
| 23 octobre  | Madeleine Delers                            | résistante française. Membre du FTP-MOI. | 89  |        |
| 23 octobre  | Gun Kessle                                  | photographe, artiste visuelle et écrivain suédoise | 81  |        |
| 23 octobre  | Jan Krok-Paszkowski                         | écrivain et journaliste polonais. L'une des « voix » des émissions de Radio Free Europe vers la Pologne                                                                              | 82  |        |
| 23 octobre  | Ursula Vaughan Williams                     | poète et auteure britannique. Épouse du compositeur britannique Ralph Vaughan Williams.                                                                                              | 96  |        |
| 24 octobre  | David Adams                                 | danseur de ballets canadien | 78  |        |
| 24 octobre  | Jules Bigot                                 | footballeur français. | 92  |        |
| 24 octobre  | Petr Eben                                   | compositeur tchèque | 78  |        |
| 25 octobre  | Puntsagiin Jasrai                           | premier ministre de la Mongolie de 1992 à 1996 | 73  |        |
| 25 octobre  | Pietro Scoppola                             | historien, universitaire et homme politique italien | 80  |        |
| 25 octobre  | Beohar Rammanohar Sinha                     | peintre indien | 78  | (en)   |
| 26 octobre  | Nicolae Dobrin                              | footballeur roumain | 60  |        |
| 26 octobre  | Alexandre Feklissov                         | espion russe | 83  |        |
| 26 octobre  | John Gaunt (en)                             | photographe américain. Lauréat du prix Pulitzer en 1955 | 83  |        |
| 26 octobre  | Rudolf Hradil                               | artiste autrichien | 82  |        |
| 26 octobre  | Arthur Kornberg                             | biochimiste américain. Prix Nobel de médecine 1959. | 89  |        |
| 26 octobre  | Jerzy Pietrkiewicz                          | écrivain, poète, traducteur et historien de la littérature polonais | 90  |        |
| 27 octobre  | Charles Batt                                | homme politique australien. Membre du Parlement de Tasmanie pendant trois décennies.                                                                                                 | 86  |        |
| 27 octobre  | Grégoire Dubreuil                           | Écrivain, essayiste, critique littéraire et libraire français. |     |        |
| 27 octobre  | Moira Lister                                | actrice britannique | 84  |        |
| 27 octobre  | Khun Sa                                     | baron de la drogue birman | 74  |        |
| 27 octobre  | Henk Vredeling                              | homme politique néerlandais. Ancien ministre et commissaire européen. | 82  |        |
| 28 octobre  | Blandine Foliot                             | psychanalyste française. Membre de l'Association psychanalytique de France. | 62  |        |
| 28 octobre  | Arié Gurel                                  | homme politique israélien. Maire PT d'Haïfa de 1978 à 1993. | 89  |        |
| 28 octobre  | Evelyn Hamann                               | actrice allemande | 65  |        |
| 28 octobre  | Jimmy Makulis                               | chanteur grec. L'une des grandes vedettes du Schlager, genre musical populaire dans le nord de l'Europe dans les années 1950 et 1960.                                                | 72  |        |
| 28 octobre  | Guido Nicheli                               | acteur comique italien | 73  |        |
| 28 octobre  | Porter Wagoner                              | musicien américain | 80  |        |
| 28 octobre  | Bao Zunxin                                  | philosophe, historien et dissident chinois. Figure du mouvement démocratique de 1989.                                                                                                | 70  |        |
| 29 octobre  | Shail Chaturvedi                            | poète indien | 71  |        |
| 29 octobre  | Jarmila Loukotkova                          | écrivaine tchèque | 84  |        |
| 29 octobre  | Frane Matosic                               | footballeur yougoslave | 89  |        |
| 29 octobre  | René Pingeon                                | coureur cycliste français | 73  |        |
| 29 octobre  | Christian d'Oriola                          | escrimeur français | 79  |        |
| 30 octobre  | Washoe                                      | célèbre chimpanzée américaine | 42  |        |
| 30 octobre  | Karen Fraction                              | danseuse américaine. Vedette des shows de Broadway. | 49  |        |
| 30 octobre  | Robert Goulet                               | chanteur et acteur américain | 73  |        |
| 30 octobre  | Jürg Kreienbühl                             | peintre suisse et français | 75  |        |
| 30 octobre  | Norbert Lynton                              | historien et critique d'art britannique. Directeur de la Hayward Gallery. | 80  |        |
| 30 octobre  | Srđan Mrkušić                               | footballeur serbe (gardien de but). L'un des fondateurs de l'Étoile rouge Belgrade en 1946                                                                                           | 92  |        |
| 30 octobre  | Elizabeth Nel (en)                          | secrétaire du Premier ministre britannique Winston Churchill durant les dernières années de la Seconde Guerre mondiale                                                               | 90  |        |
| 30 octobre  | Dina Rabinovitch                            | journaliste et écrivain américain | 44  |        |
| 30 octobre  | Bruno Schüller                              | théologien allemand | 81  |        |
| 30 octobre  | John Woodruff                               | athlète américain. Champion olympique du 800 m lors des Jeux olympiques d'été de 1936.                                                                                               | 92  |        |
| 31 octobre  | Modest Cuixart                              | peintre espagnol | 82  |        |
| 31 octobre  | Ray Gravell                                 | Joueur gallois de rugby à XV. | 56  |        |
| 31 octobre  | Jacques Heuclin                             | homme politique français. Député PS de Seine-et-Marne de 1991 à 1993 et de 1997 à 2002.                                                                                              | 61  |        |
| 31 octobre  | Erdal Inönü                                 | physicien et homme politique turc. Premier ministre de la Turquie en 1993 | 81  |        |
| 31 octobre  | Gunnie Moberg                               | photographe britannique | 66  |        |
| 31 octobre  | Carlos Manuel Muñiz                         | homme politique argentin. Ministre des Affaires étrangères de 1962 à 1963. | 85  |        |